# ライシーアム (リヴァプール)
ライシーアム (The Lyceum) は、イングランド、リヴァプールのボールド・ストリートに位置する新古典主義建築の建物である。イングランドにおける国民遺産リストにおいてグレードII*の指定建造物となっている。1802年に新聞縦覧所を兼ねたイングランド初の私立図書館（1758年-1942年）の建物として建設され、後にはジェントルメンズ・クラブに転用された。
1952年にクラブが移転した後は、長く空き家になっており、やがて荒廃が進んだ。1970年代には解体すべしという声が高まったが、これに反対する運動が成功し、改装されて郵便局として使用された。その後もまた空き家となり、2017年4月に最後のテナントだった協同組合銀行が退去して以降も空き家である。

## 歴史
1757年、学校の校長を務めていたウィリアム・エヴァラード (William Everard) の家で、評論や定期刊行物、後には本を会員の間で回覧し、小さな文学クラブの会合がもたれるようになった。1年後の1758年5月1日、リヴァプール図書館 (The Liverpool Library) が設立され、当初はエヴァラードの自宅の応接間の大きな書棚に置かれていた蔵書は、蔵書が増えるにしたがって、市街地中心部の数多くの場所に分散して置かれるようになった。1800年5月12日、クラブの会員たちに、ロード・ストリート (Lord Street) にあった当時の拠点では収容しきれなくなりつつあった蔵書を収めるべく、図書館を新たに建設するという提案がなされた。

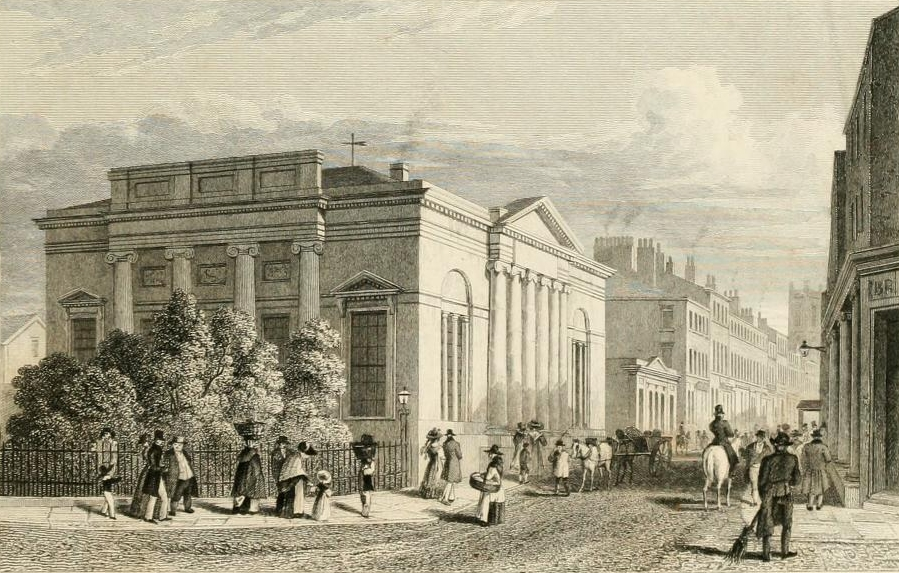
1828年のライシーアム新聞縦覧所・図書館。

チェスターの建築家トマス・ハリソンが設計した建物は、チャーチ・ストリートに面して建設され、後に周辺の環境に合わせて改装された。図書館に利用契約をしていた892人の会員は、建設のために12ギニー（12ポンド12シリング）を寄付した。50年間の土地賃借権が購入され、ウィリアム・スレイター (William Slater) の指導の下で工事は1800年に始まった。1万1千ポンドの経費をかけて図書館は2年後に完成し、不動産譲渡証書に署名がなされた。署名した者の中には、ジョン・ライトボーイ (John Lightbody)、ジョン・キュリー (John Currie)、ジョン・イェイツ師 (Rev’d John Yates) とともに、有名な奴隷制度廃止論者ウィリアム・ロスコーがいた。ライシーアムは、新聞縦覧所と図書館がそれぞれ別の施設として、1802年12月17日に開館し、利用するための持分は、新聞縦覧所は12ギニー、図書館が5ギニーと設定されていた。こうした持分の販売によって、2089ポンド10シリングが集められた。新聞縦覧所には、コーヒー・ルームと閲覧室が設けられており、会員は、地元のもののほか、ロンドンやアイルランドの新聞、雑誌、評論誌、地図類が提供されていた。会員の年会費は、10シリング6ペニーだったが、1ギニーを支払う出資者は、非会員ひとりに2ヶ月間利用させることもできた。併設された図書館には、円形の部屋があり、1万冊以上の蔵書が置かれていた。建物内には、講演のための部屋や、委員会などを開く会議室があった。
その後、新聞縦覧所は拡張され、遂には建物の大部分を占めるようになり、「ライシーアム・ジェントルメンズ・クラブ (Lyceum Gentlemen's Club)」として知られるようになった。1879年には、新聞縦覧所側が、場所を借りる立場にあった図書館に対して退去を求める事態に至ったが、この件は法廷に持ち込まれ、最後は1886年に貴族院で決着がつき、図書館は残留することになった。この建物の図書館の部分は1942年に閉館となり、蔵書はリヴァプール公共図書館 (Liverpool Public Library) に寄贈されたとも、売却されたとも伝えられている。十年後、一世紀半にわたってこの建物にあったクラブは市街地中心部の別の場所に移り、ライシーアムは、1952年6月28日にグレードIIの指定建造物となった。その後、この建物は開発業者に売却され、1971年にはリヴァプール市議会に、商業施設の開発と、リバプール中央駅の拡張の用地として、建物を解体する開発申請を出した。「ライシーアムを救え (Save the Lyceum)」という請願がおこり、SAVEブリテンズ・ヘリテッジが関わったこともあって、ピーター・ショア環境大臣の下で環境省が動き、開発業者からこの建物を買い上げた。

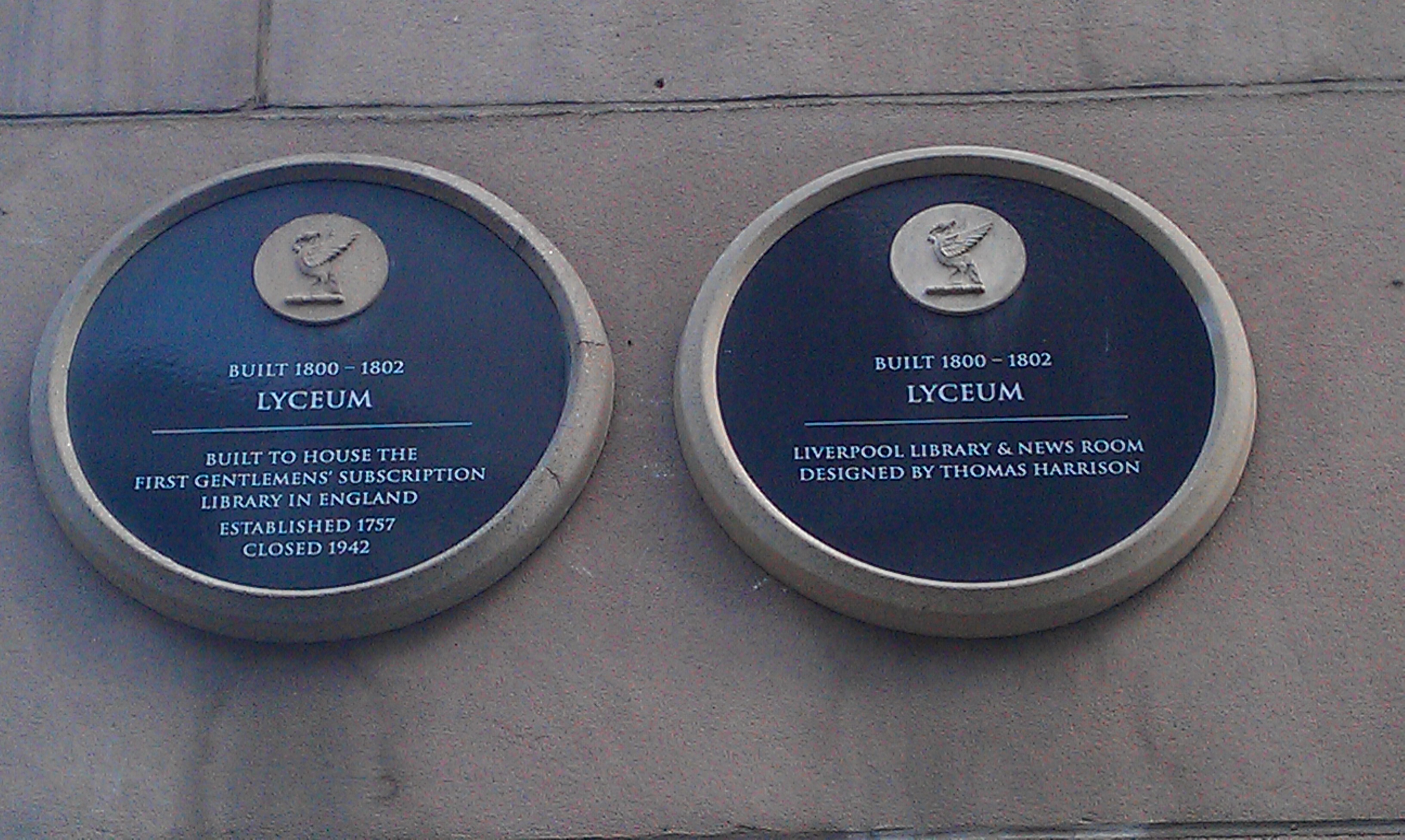
ライシーアムのプラーク。

1984年、ライシーアムは中央郵便局に32万ポンドで売却され、改装してリヴァプールの郵便局本局を入れ、また郵趣博物館を設けるという運びになっていた。ところが、イギリスの郵便局の大幅な制度改変によって、民間企業としてポスト・オフィス・カウンターズ・リミテッドが新設され、限られた経営資源の下では当初計画をその通りに実現することはできなくなった。ポスト・オフィス・カウンターズ・リミテッドは、元の所有者であった開発業者にライシーアムを売却して戻し、事業者は再びライシーアムの解体許可を求めることになった。リヴァプール市当局とイングリッシュ・ヘリテッジはこれに反対し、開発業者との間に妥協策をまとめ、保全された建物の一部が郵便局にリース・バックされ、それ以外の部分は小売業店舗用区画に改装されることとなった。地下階には住宅金融組合が入り、地上階には郵便局のほか、「Life Bar」、「Prohibition」、「The Bar and Grill」、「Lyceum Café」など、様々なバーやカフェが次々と出退店を繰り返した。
郵便局は徐々に規模を縮小した後、2004年3月に閉局が発表された。郵便局が閉じた後、他の店舗も次々と撤退し、残ったのは地下階の協同組合銀行の店舗だけとなった。2年後、開発業者のランドロード・ハーバー・ヴュー・エステイト (Landlord Harbour View Estates) が建物を780万ポンドで買収したが、同社は何もしないまま、破産申請後の2008年に425 万ポンドでこれを売りに出した。2017年4月、協同組合銀行が遂に撤退し、建物は完全に空き家となった。
2018年4月には、地下階の銀行跡への、中華料理店の出店計画が発表された。

## 建築

### 外装

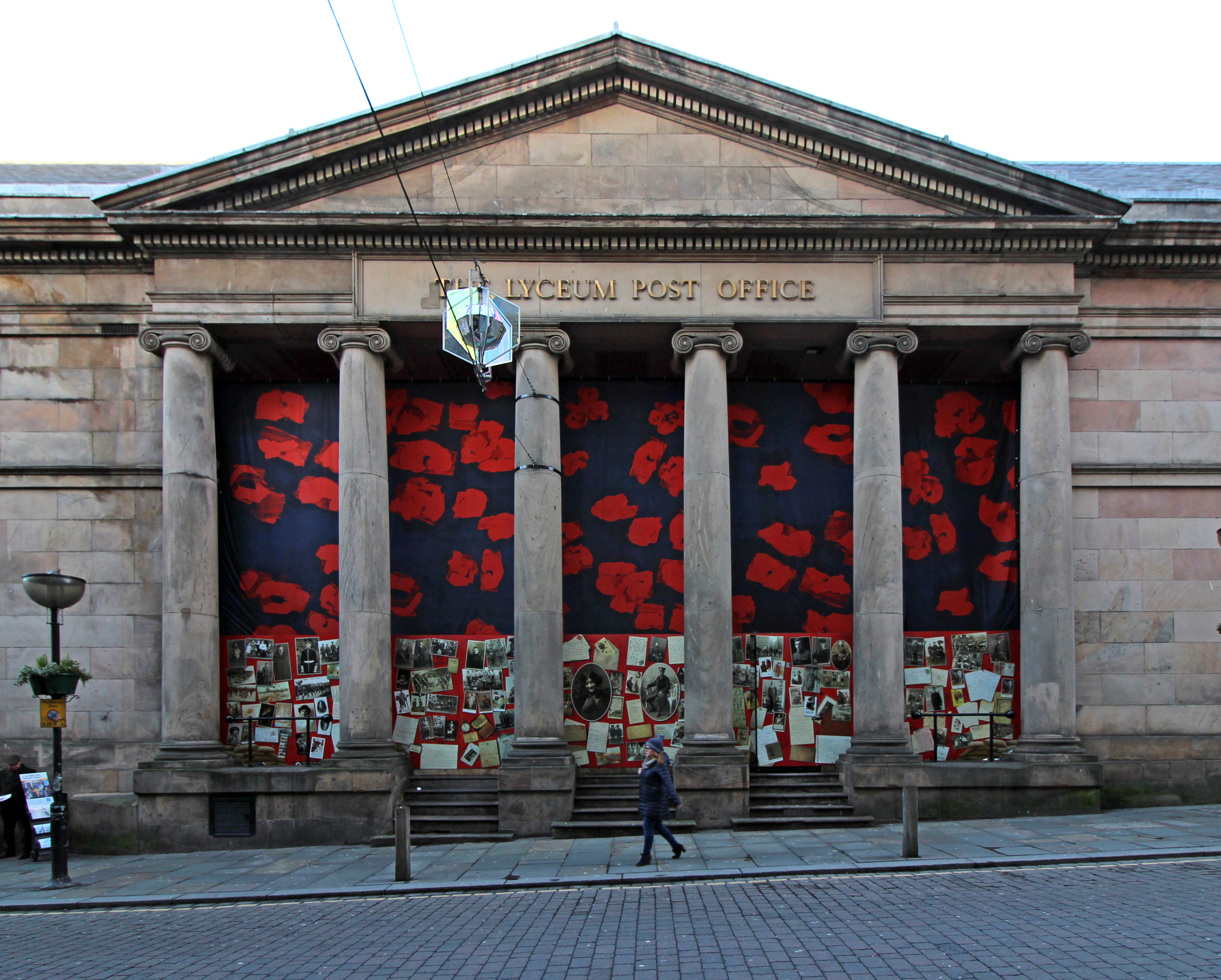
戦没者追悼のディスプレイが施された正面玄関側。

トマス・ハリソンの当初の設計では、建物はチャーチ・ストリートに面して位置し、通りから階段を登って建物に入るようになっていたが、この案は「現地の状況 (local circumstances)」に合わせて変更された。建物の外装は新古典主義様式の切石積みで、急勾配の屋根はスレート葺でマンサード屋根（腰折れ屋根）の一部となっている。平面図で見た形はほぼ長方形で、6本の円柱を備えたイオニア式オーダーのポルチコの部分が後退した形で、ボールド・ストリートに面している。表玄関には、6枚のパネルで組まれた扉が4つあり、それぞれアーキトレーブ、コーニス、コーベルの装飾が施さた枠組みが設けられている。ポルチコの左右には、やや後退した壁面にドーリア式の円柱で区切られた3つの窓がそれぞれ配置されている。

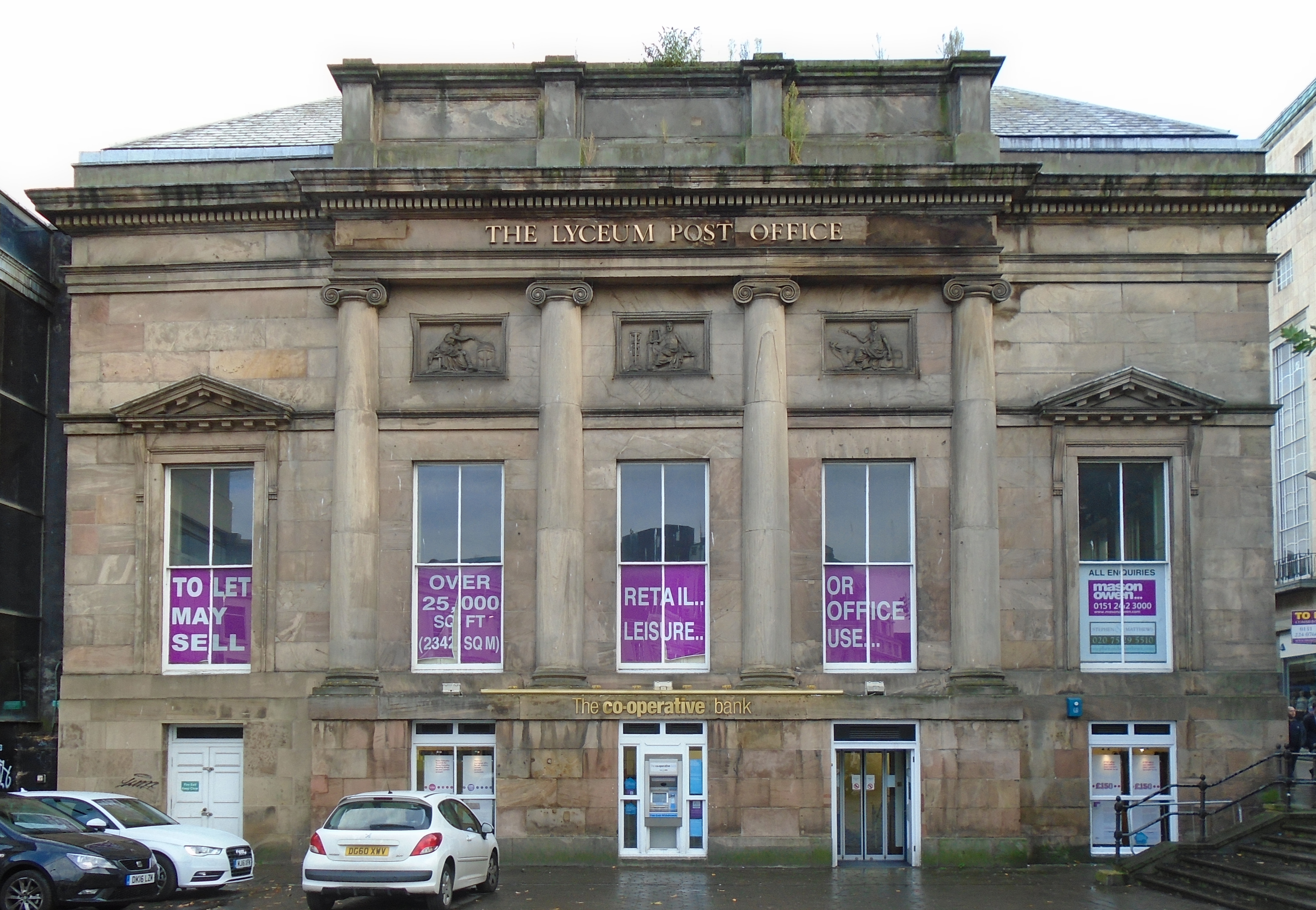
チャーチ・ストリート側の壁面。

正面から見て左側面となるチャーチ・ストリートに面した壁には、等間隔に並べられた「半分の長さ」の窓 (half length windows) が5つあり、両端の窓にはペディメントが付けられている。中央の3つの窓は4本のイオニア式円柱で区切られ、上部にはF・A・レジェ (F.A. Legé) によるギリシア人たちの姿を捉えた3枚のレリーフが掲げられている。左側のレリーフは、座っている地理学者がディバイダを使って地球儀の上で距離を図っているところで、エラトステネスを描いたものと考えられている。中央のレリーフには、芸術、音楽、詩の神であるアポローンがいる。左側には商業と通信（communication）の神であるヘルメースがいる。この壁面の下3分の1には、大きな窓と、2つの扉が設けられている。かつては、この部分に樹木が植えられた半円形の前庭があったが、後にはすっかり舗装され、柵が設けられた。1980年代にはエクステリア全体の補修が行われ、石材の表面にこびり付いていたすすも除去された。

### インテリア
チャーチ・ストリートに面している、かつての新聞縦覧所側には、区画されたヴォールト付きの天井と、窓に面したアーチ状の後退面がフリーズ付きで設けられている。このフリーズには、古典古代のレリーフ彫刻を模したグリザイユが描かれており、パルテノン神殿やバッサイのアポロ・エピクリオス神殿を参照したものだという。ハリソンが設計したオリジナルの天井は、1900年代はじめに上階を増築した際に失われてものと考えられていたが、後にリヴァプール市の都市計画部局で設計資料が発見され、1990年に建築事務所シャーラー&ヒックス (Scherrer & Hicks) のエドマンド・パーシーによって復元された。新聞縦覧所側の反対側には、かつては図書館があり、円形の部屋の最上部には直径59フィートのドームが載っていた。図書館として使用されていた当時は、その周囲に回廊が設けられ、室内には花瓶や書籍とともに、シェイクスピア、ミルトン、ロック、ベーコン、ホメーロス、ウェルギリウスといった歴史上の偉人たちの胸像などが飾られていた。1841年当時、この図書館には3万冊以上の蔵書が置かれていた。北西側から入ることができた地下階には、エドワード朝建築の様式による漆喰や木工の装飾が施されている。